# کیتی جانسون
کیتی جانسون (انگلیسی: Kathy Johnson؛ زادهٔ ۱۳ سپتامبر ۱۹۵۹) ژیمناست هنری زن اهل ایالات متحده آمریکا بود.